# Dackespelet
Dackespelet var ett i Virserum lokalt bygdespel om Nils Dacke. Sommaren 2007 togs spelet upp igen, efter att ha haft uppehåll sedan 1960-talet. Den nya versionen av spelet har spelats dels på Strömsholmen, dels i Virserums hembygdspark, där det ursprungligen hade premiär. 
Handlingen kretsar kring invånarna i 1540-talets Virserum och följer berättelsen om Nils Dacke.
År 2010 skrevs ett nytt manus och detta återkom 2011. Manus är skrivet av Marianne Odin, Jan-Olof Svensson, Svante Welinder, P-O Paulsson och Alexander Steinvall-Svensson. Skådespelare är lokala Virserumsbor.